# Jelcz M181M
Jelcz M181M – autobus miejski produkowany w latach 1997-2000 przez firmę Jelcz.

## Historia modelu
Produkcję tego modelu rozpoczęto w 1997 roku. Trzy lata później przeszedł pierwszą modernizację, pochyle poprowadzono podłogę na wysokości 3 drzwi, dzięki czemu udało się wyeliminować stopień za krawędzią drzwi. Autobus ten był w ofercie producenta do 2004 roku, jednak jego ostatnie egzemplarze opuściły fabrykę 4 lata wcześniej.
W 2000 roku przedstawiono wersję M181M/2 wyposażoną w mocniejszy silnik MAN D2866 LUH26 o mocy maksymalnej 228 kW (310 KM), jednak model ten nie przyjął się na rynku. Wyprodukowano zaledwie 1 egzemplarz, który spłonął 28 czerwca 2012 roku na Osiedlu Sobieskiego we Wrocławiu.